# Deep Blue Sea
Deep Blue Sea (bra: Do Fundo do Mar; prt: Perigo no Oceano) é um filme estadunidense lançado em 1999 e estrelado por Thomas Jane, Saffron Burrows e Samuel L. Jackson.

## Sinopse
O laboratório submarino Aquatica, usado para guardar aviões da Segunda Guerra Mundial, agora é base para uma pesquisa avançada que envolve a Dra. Susan McCallister (Saffron Burrows), que cria tubarões da espécie Mako. Segundo a doutora,uma proteína no cérebro dos tubarões pode curar milhares de pessoas do Mal de Alzheimer, então os tubarões foram geneticamente modificados para aumentarem seu tamanho, e subsequentemente de seus cérebros para tornar a extração da proteína mais viável. Porém no mesmo dia em que o financiador da pesquisa, o milionário Russell Franklin (Samuel L. Jackson), chega para inspecionar os trabalhos, uma tempestade tropical atinge o Aquatica, e também se descobre que os tubarões são inteligentes suficientes para atacar de surpresa e causar destruição, levano McCallister, Franklin, os mergulhadores Carter Blake (Thomas Jane) e Scoggs (Michael Rapaport), o cozinheiro Preacher (LL Cool J) e os cientistas Janice Higgins (Jacqueline Mckenzie) e Jim Withlock (Stellan Skarsgård) a lutarem por suas vidas na estação enquanto esta afunda.

## Elenco
- Thomas Jane ... Carter Blake
- Saffron Burrows ... Dr. Susan McCallister
- Samuel L. Jackson ... Russell Franklin
- Jacqueline McKenzie ... Janice Higgins
- Michael Rapaport ... Tom Scoggins
- Stellan Skarsgård ... Jim Whitlock
- LL Cool J 	... Preacher
- Aida Turturro ... Brenda Kerns
- Cristos ... Boat Captain
- Daniel Rey ... Piloto do helicóptero (como Daniel Bahimo Rey)
- Valente Rodriguez ... Co-Piloto do helicóptero
- Brent Roam 	... Operador do helicóptero
- Eyal Podell ... Garoto #1
- Erinn Bartlett ... Garota #1
- Dan Thiel 	... Garoto #2

## Recepção
O Metacritic, que usa uma média ponderada, atribuiu ao filme uma pontuação de 54 em 100, baseado em 22 críticos, indicando críticas "mistas ou médias". Foi um sucesso de bilheteria, arrecadando 165 milhões de dólares no mundo inteiro.